# Historisches Zentrum von Lwiw

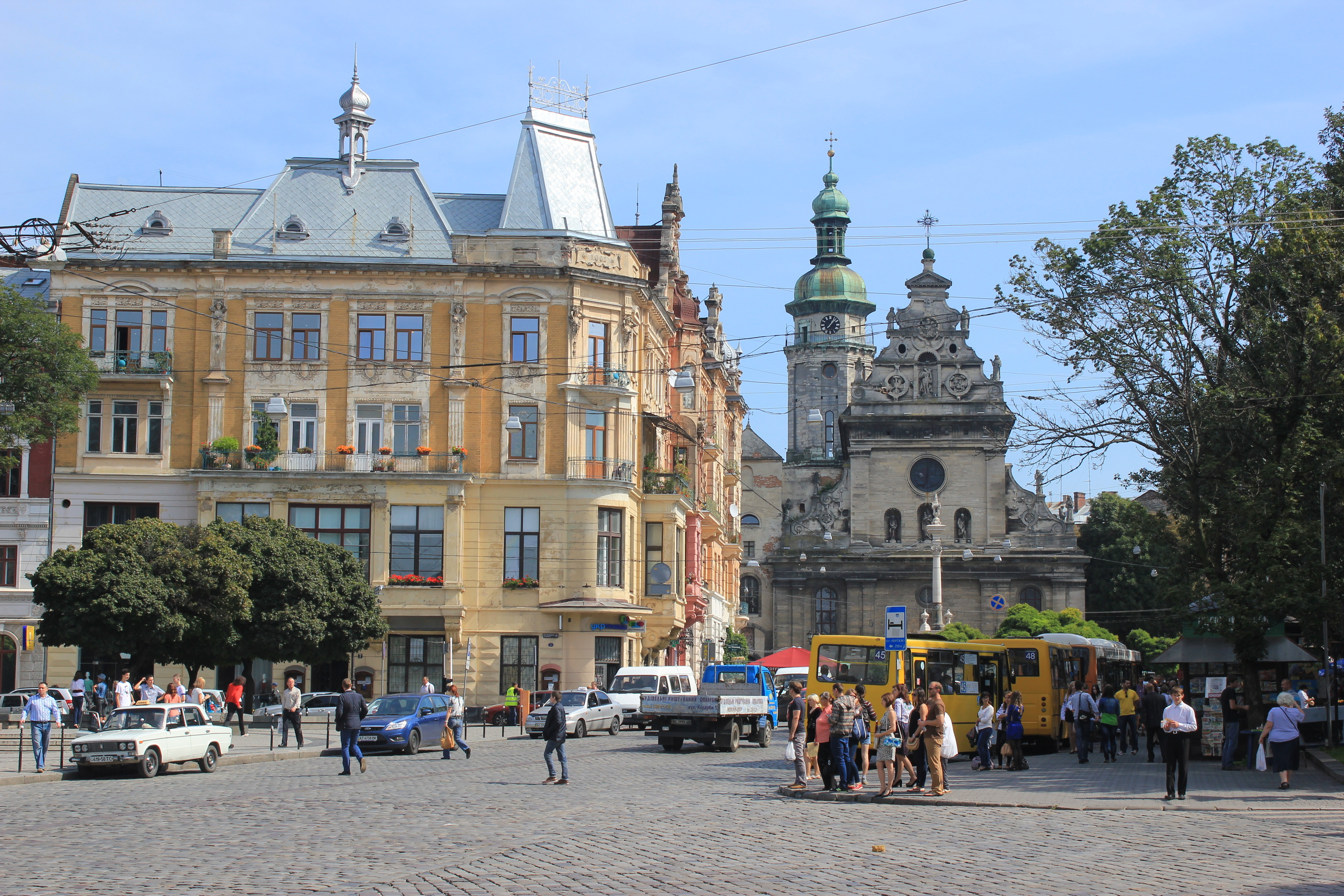
Der Galizische Platz, Teil des Rings um die Altstadt

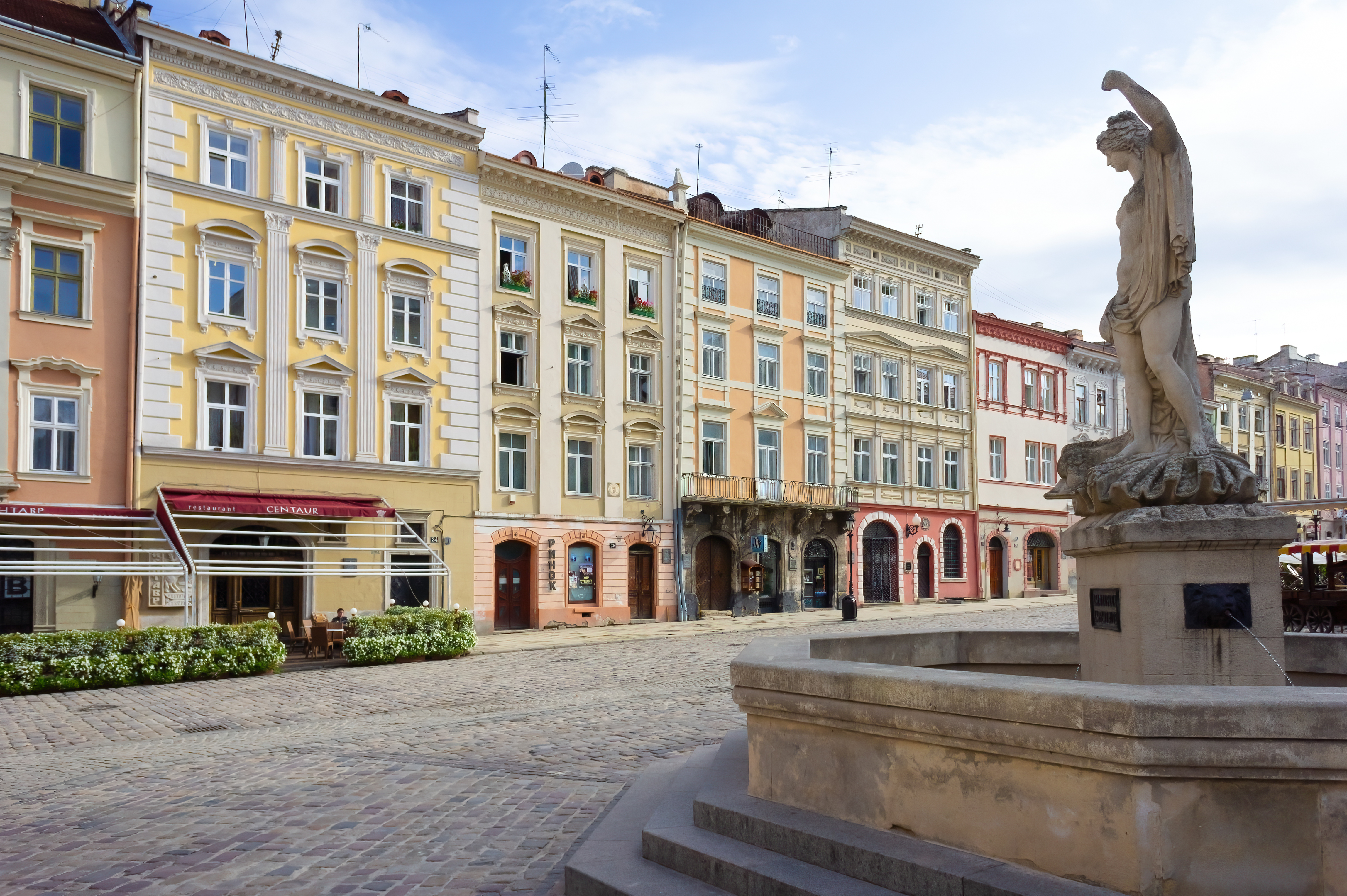
Marktplatz der Stadt

Das Historische Zentrum von Lwiw (ukrainisch Істори́чний центр Льво́ва), der Kern der siebtgrößten Stadt der Ukraine, wurde 1998 in die Liste des UNESCO-Welterbes aufgenommen. Lwiw (Львів, polnisch Lwów, deutsch Lemberg) ist seit Jahrhunderten ein Zentrum der Region. Die Stadt gilt als ein herausragendes Beispiel für die Verschmelzung der architektonischen und künstlerischen Traditionen Ost- und Westeuropas mit denen Italiens. Sie ist ein Zeugnis für das Zusammenleben ethnischer Gruppen mit unterschiedlichen kulturellen und religiösen Traditionen, von Polen, Ukrainern, Juden, Deutschen und unter anderen Armeniern.

## Geschichte
Daniel Romanowitsch, König von Galizien-Wolhynien errichtete 1256 eine Burg für seinen Sohn Leu. Bald nach Aussterben des Königs kam die Region 1349 an Polen. König Kasimir der Große gab Lwów 1356 das Magdeburger Stadtrecht. Johann II. Kasimir gründete 1661 die Universität Lwów. Nach der ersten Teilung Polens war Lemberg von 1772 bis 1918 Hauptstadt des Königreichs Galizien und Lodomerien und viertgrößte Stadt der Habsburgermonarchie. Zur Zeit der Zweiten Polnischen Republik wurde Lwów Hauptstadt der Woiwodschaft Lwów. Von 1939 bis 1941 und seit 1944 gehörte die Stadt zum sowjetischen Herrschaftsgebiet. Seit 1991 ist die Stadt Lwiw Teil der unabhängigen Ukraine.

## Denkmalschutz
Die beiden Gebiete, die als Welterbe ausgewiesen sind, werden durch eine 2441 Hektar große Pufferzone geschützt. Sie ist Teil eines 3000 Hektar großen Gebiets, das am 12. Juni 1975 durch die Resolution Nr. 297 des Ministerrates der Ukrainischen SSR als nationales historisches und architektonisches Schutzgebiet ausgewiesen wurde. Das ukrainische Gesetz „Zum Schutz des kulturellen Erbes“ wurde 2000 verabschiedet. In der Kernzone des Welterbes hat das Ministerkabinett des Landes 209 historische Baudenkmale von nationaler Bedeutung ausgewiesen. Eine Reihe anderer Bauwerke wurde durch Beschluss der regionalen Verwaltung als Denkmale von lokaler Bedeutung eingestuft.

## Baudenkmale und Ensembles (Auswahl)

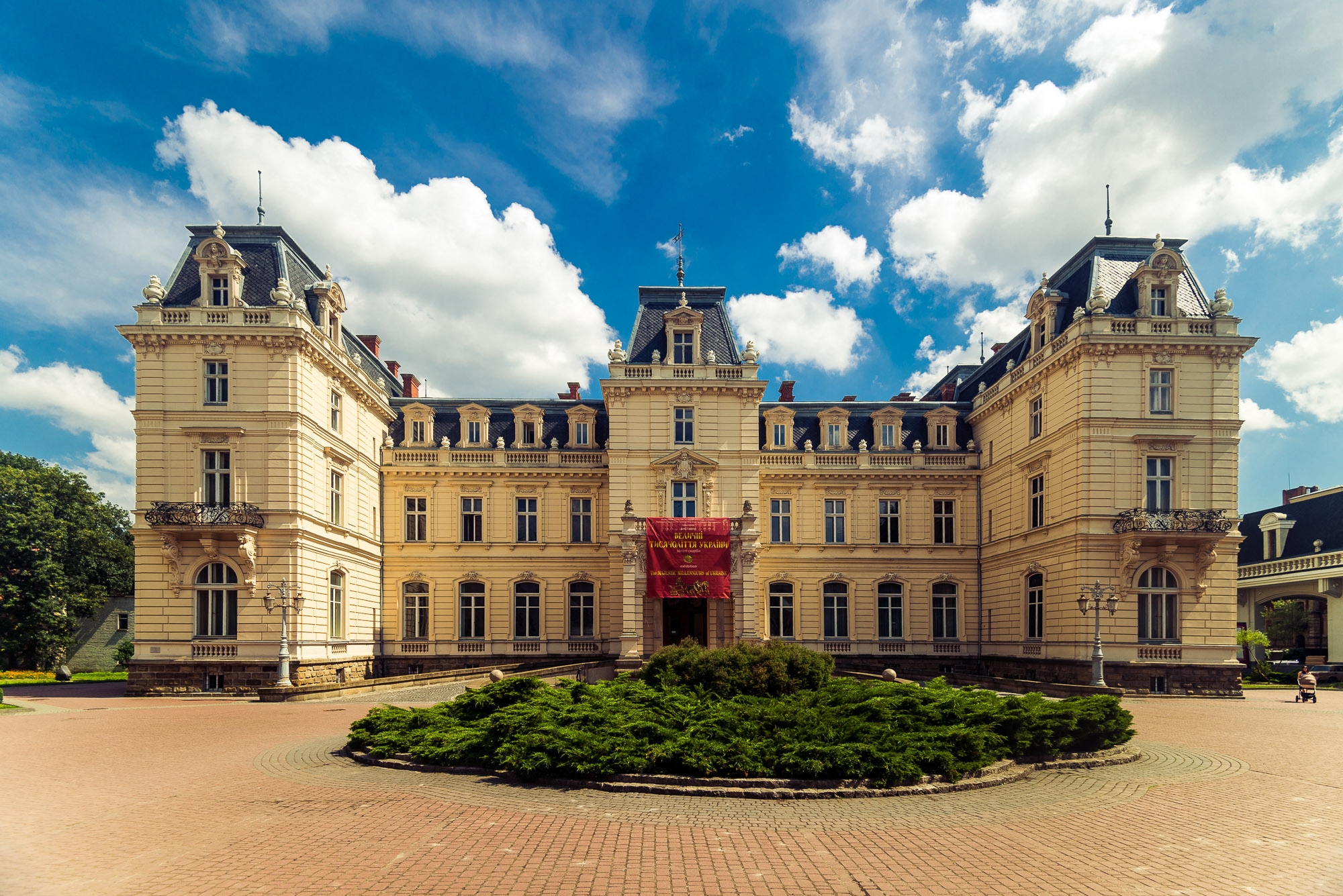
Potocki-Palast, Lwiw

- Hoher Schloßberg mit Burgruine der Fürsten von Galizien
- Bürgerhäuser am Marktplatz und Rathaus (16. bis 19. Jahrhundert)
- Potocki-Palast
- Stryjskyj-Park (1887)
- Lwiwer Nationaloper und Balletttheater (19. Jahrhundert)

Sakralbauten:
- Armenische Marien-Kathedrale (1356–1363)
- Römisch-katholische Kathedrale Mariae Himmelfahrt (1360–1481)
- Ehemalige Stavropihija-Kirche (16. Jahrhundert)
- Allerheiligenkirche (ehemals Benediktinerinnenkloster, 1597–1616)
- Boim-Kapelle (1609–1615)
- Orthodoxe Mariä-Himmelfahrt-Kirche (1591–1629)
- St.-Andreas-Kirche (früheres Bernhardinerkloster, 17. Jahrhundert)
- Griechisch-katholische Sankt-Georgs-Kathedrale (1744–1770)
- Ehemalige Dominikanerkirche Corpus Christi (18. Jahrhundert)
- Beit-Aaron-we-Israel-Synagoge, 1924
- Reste der zerstörten Synagoge Goldene Rose